# Moció de confiança
Una moció de confiança o qüestió de confiança és un instrument polític de què disposa el President del Govern o el primer ministre en els règims democràtics parlamentaris per afrontar una situació de debilitat del poder executiu davant del Parlament, i mitjançant la qual el Govern demana l'exprés suport a una política concreta o a un programa. La pèrdua de la moció porta generalment aparellada, des de final del segle xix i al llarg del segle xx, la dimissió constitucional del President i l'elecció d'un de nou, bé de forma immediata o després d'unes eleccions.
És aplicable, per altra banda, a qualsevol president o junta d'un òrgan de poder polític o d'una organització,  per a determinar si encara queda coherent amb la seva actitud o per a ratificar una investigació a favor posterior a algun conflicte greu de l'ens. De la mateixa manera que en el cas polític, un resultat negatiu sovint condueix a la renúncia del càrrec i a la configuració d'unes noves eleccions.
A Andorra vigeix l'article 70 de la Constitució: incombeix al cap de govern de posar-la i si no l'obté ha de dimitir. El seu contingut és essencialment el mateix que el d'una moció de censura. A Espanya, és regulada a l'article 112 de la Constitució de 1978.  A la Catalunya del nord vigeixen els articles 49 i 50 dela Constitució francesa de 1958. El primer ministre hi pot demanar un vot de confiança, si no ho fa, els diputats poden presentar una moció de censura. A l'Alguer s'aplica l'article 94 de la Constitució d'Itàlia. Un vot negatiu d'una o ambdues cambres a una proposta del Govern no implica l'obligació de dimitir.

## Tipologia
Hi ha dos tipus de parlamentarisme: negatiu i positiu. Hi ha una presumpció de desconfiança en els països on opera el parlamentarisme positiu. És a dir, el govern ha de demostrar que una majoria li dona suport. En algun lloc, però, no hi ha vot de confiança per al nou govern. En aquests estats, hi ha un parlamentarisme negatiu, una presumpció de confiança i un vot de confiança en el govern. Aquests països són, per exemple, el Regne Unit, Austràlia, Canadà, Suècia, Noruega, Dinamarca, Islàndia, les Illes Fèroe, Finlàndia (fins al 2000), Àustria, Grècia (fins al 1986) o Portugal (des del 1976).
Quan el vot de confiança està en marxa, també depèn de si el govern ha de ser recolzat per una majoria absoluta o simple. Per exemple, Bulgària, la República Txeca, Estònia, Finlàndia (des del 2000), Irlanda, Itàlia, Israel, Letònia, Luxemburg, Polònia i Eslovàquia són els països on la majoria simple és suficient per expressar confiança. Els països on es necessita majoria absoluta són: Hongria, Alemanya, Àustria, Eslovènia, Bèlgica o Espanya.
A més, es fa una distinció entre la votació obligatòria i la opcional sobre la confiança del govern. El vot obligatori (obligatori) s'utilitza quan el nou govern arriba al poder. En aquest cas, el govern està obligat a demanar confiança. En aquest darrer cas, el govern ho fa només si ho considera oportú (per exemple, per reforçar la seva legitimitat).
El vot de confiança no ha de ser exclusiu de tot el govern, sinó que també pot aplicar-se, per exemple, només al primer ministre (Alemanya, Bulgària, Eslovènia) o al programa de govern (Lituània, Portugal, Bèlgica).

## Historial de vots a la República Txeca

### Desenvolupament durant la Primera República
El primer govern txecoslovac va ser un govern no seleccionat (format abans de la declaració d'independència). Es va establir per acord de diversos homes (T. G. Masaryk, Edvard Beneš i altres) i es va basar en el Consell Nacional. Tanmateix, no era responsable políticament perquè no hi havia cap legislació per establir una autoritat davant la qual el govern pogués presentar-se per demanar confiança. El 13 de novembre de 1918 es va establir una constitució provisional mitjançant la qual es va constituir l'Assemblea Nacional Revolucionària. Així ho va expressar el govern.
Constitució Provisional, § 16: “El Govern és responsable de l'Assemblea Nacional que, en presència d'almenys la meitat dels seus diputats, la pot retirar amb majoria simple de vots, que es converteix en un vot de censura. La moció de censura serà signada per almenys una quarta part dels membres i primer serà remesa al Comitè."
Tanmateix, la Constitució Provisional no regulava de cap manera què s'havia de fer amb el govern retirat, com s'havien d'elegir les noves eleccions ni tampoc hi havia terminis. Lògicament, l'institut de confiança no es menciona aquí, ja que l'Assemblea Nacional va votar pel mateix govern. Durant el seu mandat, el govern no va tenir l'oportunitat de demanar confiança o desconfiança. L'aplicació de la segona modificació a la Constitució Provisional (23 de maig de 1919) va canviar la forma de constituir el govern. Els membres del govern van ser designats i destituïts pel president, i no es va canviar el vot de confiança.
Després de la caiguda del primer govern txecoslovac, es va elegir un nou govern, el programa del qual va ser votat i adoptat. L'adopció del programa va actuar com a confirmació de la legitimitat del govern (similar al vot actual sobre la confiança del govern).
Només la nova Carta Constitucional de Txecoslovàquia del 1920 expressava la responsabilitat política del govern també a través de l'anomenat parlamentarisme negatiu. Les seccions 75 i 76 de la Carta Constitucional de 1920 diuen que: "El Govern és responsable de la Cambra dels Diputats, que pot tenir un vot de censura al respecte. La moció de censura la signarà almenys un centenar de membres i es remetrà al Comitè, que n'informarà en un màxim de vuit dies."
El govern es va fer responsable davant la Cambra dels Diputats, el poder de nomenar i destituir els membres del govern va quedar en mans del president.

### Votació a la República Txeca independent
A la República Txeca, el govern recentment designat ha de sol·licitar a la Cambra dels Diputats un vot de confiança (en cas de vot obligatori) en el termini de trenta dies des del seu nomenament. A més, la votació es realitza sempre que ho sol·liciti el Govern (votació opcional). El resultat de la votació decideix sobre la nova existència de l'entitat. Quan el govern té confiança, pot prendre el govern, si no, es veu obligat a dimitir. La confiança s'expressa quan la majoria absoluta dels diputats hi presenta vots a favor. En la pràctica política, la situació política general afecta el resultat.
| Data de la votació   | Govern                              | Tipus de vot | Resultat de la votació                             |
| -------------------- | ----------------------------------- | ------------ | -------------------------------------------------- |
| 14 de juliol de 1992 | el primer govern de Václav Klaus    | obligatori   | va guanyar confiança i es va fer càrrec del govern |
| 25 de Juliol de 1996 | el segon govern de Václav Klaus     | obligatori   | va guanyar confiança i es va fer càrrec del govern |
| 10 de juny de 1997   | el segon govern de Václav Klaus     | facultatiu   | va obtenir confiança                               |
| 28 de gener de 1998  | govern de Josef Tošovský            | obligatori   | va guanyar confiança i es va fer càrrec del govern |
| 19 d'agost de 1998   | govern de Milos Zeman               | obligatori   | va guanyar confiança i es va fer càrrec del govern |
| 7 d'agost de 2002    | govern de Vladimír Špidla           | obligatori   | va guanyar confiança i es va fer càrrec del govern |
| 11 de març del 2003  | govern de Vladimír Špidla           | facultatiu   | va obtenir confiança                               |
| 24 d'agost de 2004   | govern de Stanislava Grosse         | obligatorní  | va guanyar confiança i es va fer càrrec del govern |
| 13 de maig de 2005   | govern de Jiří Paroubek             | obligatori   | va guanyar confiança i es va fer càrrec del govern |
| 3 d'octubre de 2006  | el primer govern de Mirek Topolánek | obligatori   | ella no va guanyar confiança, va dimitir           |
| 19 de gener de 2007  | el segon govern de Mirek Topolánek  | obligatori   | va guanyar confiança i es va fer càrrec del govern |
| 7 de juny de 2009    | el govern de Jan Fischer            | obligatori   | va guanyar confiança i es va fer càrrec del govern |
| 10 d'agost de 2010   | govern de Petr Nečas                | obligatori   | va guanyar confiança i es va fer càrrec del govern |
| 27 d'abril de 2012   | govern de Petr Nečas                | facultatiu   | va obtenir confiança                               |
| 7 d'agost de 2013    | govern de George Rusnok             | obligatori   | no va guanyar confiança                            |
| 18 de febrer de 2014 | govern de Bohuslav Sobotka          | obligatori   | va guanyar confiança i es va fer càrrec del govern |
| 12 de juliol de 2018 | el segon regnat d'Andrej Babiš      | obligatori   | va obtenir confiança                               |

## Instituts de confiança del govern

### Responsabilitat del Govern davant la Cambra dels Diputats
El govern està format per un primer ministre (primer ministre) designat pel president i altres membres del govern. Si es forma un nou govern, ha de sol·licitar al legislador (Cambra dels Diputats) un vot de confiança en el termini de 30 dies. Si no s'expressa confiança per primera vegada, el president nomena un altre primer ministre. Si no es confia en aquest govern, el president ha de designar de nou el primer ministre, sinó a proposta del president de la cambra dels diputats. Si encara no hi ha confiança en el govern, el president té la facultat de destituir la pròpia cambra.

### Sol·licitud de confiança
L'aplicació es pot realitzar en qualsevol moment. Molt sovint en el termini de trenta dies des de la designació del govern, en un altre cas, si el govern presenta un projecte de llei important a la Cambra dels Diputats, que en aquesta situació manifestarà confiança o desconfiança en el govern. Tanmateix, si es rebutja una sol·licitud de confiança, el govern està obligat a renunciar i, si no ho fa, el president té la responsabilitat política-legal i pot destituir el govern. En casos insòlits, es fa una sol·licitud de confiança si un dels membres del govern fa accions controvertides públiques o està implicat en un escàndol mediàtic.

### Conseqüències de l'ús d'instituts
Les conseqüències es recullen a la Constitució de la República Txeca: "El govern dimitirà si la Cambra dels Diputats ha rebutjat la seva sol·licitud de confiança o si ha expressat la seva desconfiança".
Si la Cambra dels Diputats rebutja una sol·licitud de confiança o desconfiança, el president de la Cambra dels Diputats ho ha de notificar al president. El govern té el deure de dimitir, que el president ha d'acceptar. A l'espera de l'elecció d'un nou govern, l'exercici provisional inicial del càrrec tindrà els mateixos poders que l'expressat amb confiança (excepte el dret a sol·licitar la confiança).
D'acord amb l'apartat 4 de l'article 68 de la Constitució de la República Txeca, és possible formar dos o tres nous governs després de la dimissió sol·licitant a la Cambra dels Diputats que manifesti la seva confiança.

### Votació
La votació es fa a la sessió de la Cambra dels Diputats, que té poder legislatiu. El president de la República ha de participar en totes les votacions. A diferència d'un vot de censura, on la majoria absoluta de tots els diputats han d'acordar-se, el vot de confiança és suficient si hi ha la majoria absoluta dels membres presents (sempre que hi hagi almenys 67 diputats presents).